# Corie Blount
Corie Kasoun Blount (Monrovia, 4 gennaio 1969) è un ex cestista statunitense, professionista NBA.

## Carriera
Era un'ala grande di colore che ha frequentato la high school nella città natale di Monrovia, California, ed in seguito il college alla University of Cincinnati.
Nel draft NBA 1993 è stato scelto al primo giro con il numero 25 dai Chicago Bulls, con i quali ha giocato due sole stagioni. Si è ritirato dopo aver giocato 11 stagioni nella NBA totalizzando una media 3,55 punti a partita.

## Statistiche

### College
| Anno      | Squadra             | PG | PT | MP   | TC%  | 3P% | TL%  | RP  | AP  | PRP | SP  | PP   |
| --------- | ------------------- | -- | -- | ---- | ---- | --- | ---- | --- | --- | --- | --- | ---- |
| 1991-1992 | Cincinnati Bearcats | 34 | -  | 25,4 | 47,9 | 0,0 | 55,6 | 6,3 | 2,0 | 1,1 | 1,5 | 8,2  |
| 1992-1993 | Cincinnati Bearcats | 21 | 17 | 28,0 | 55,0 | -   | 56,6 | 8,1 | 2,2 | 1,8 | 1,6 | 11,3 |
| Carriera  | Carriera            | 55 | 17 | 26,4 | 51,1 | 0,0 | 55,9 | 7,0 | 2,1 | 1,4 | 1,5 | 9,4  |